# Lekkoatletyka na Letnich Igrzyskach Paraolimpijskich 2012 – 100 metrów T36 mężczyzn
W biegu na 100 metrów kl. T36 mężczyzn podczas Letnich Igrzysk Paraolimpijskich 2012 rywalizowało ze sobą 12 zawodników. W konkursie udział wzięli sportowcy z porażeniem mózgowym, u których występują mimowolne ruchy we wszystkich kończynach.

## Wyniki

### Eliminacje
Bieg 1
| Poz. | Zawodnik          | Narodowość        | Rezultat | Uwagi |
| ---- | ----------------- | ----------------- | -------- | ----- |
| 1    | Roman Pawlyk      | Ukraina           | 12,50    | Q     |
| 2    | Graeme Ballard    | Wielka Brytania   | 12,68    | Q     |
| 3    | Xu Ran            | Chiny             | 12,86    | Q     |
| 4    | Chris Clemens     | Stany Zjednoczone | 13,02    |       |
| 5    | Andriej Żirnow    | Rosja             | 13,43    |       |
| 6    | Siergiej Karlamow | Kazachstan        | 13,92    |       |

Bieg 2
| Poz. | Zawodnik                       | Narodowość      | Rezultat | Uwagi |
| ---- | ------------------------------ | --------------- | -------- | ----- |
| 1    | Jewgienij Szwiecow             | Rosja           | 12,11    | Q, PR |
| 2    | Ben Rushgrove                  | Wielka Brytania | 12,35    | Q     |
| 3    | So Wa Wai                      | Hongkong        | 12,38    | Q     |
| 4    | Che Mian                       | Chiny           | 12,45    | q     |
| 5    | Marcin Mielczarek              | Polska          | 12,84    | q     |
| 6    | Norberto M. Zertuche Rodriguez | Meksyk          | 13,72    |       |

### Finał
| Poz. | Zawodnik           | Narodowość      | Rezultat | Uwagi |
| ---- | ------------------ | --------------- | -------- | ----- |
| 1    | Jewgienij Szwiecow | Rosja           | 12,08    | PR    |
| 2    | Graeme Ballard     | Wielka Brytania | 12,24    |       |
| 3    | Roman Pawlyk       | Ukraina         | 12,26    |       |
| 4    | So Wa Wai          | Hongkong        | 12,28    |       |
| 5    | Che Mian           | Chiny           | 12,31    |       |
| 6    | Ben Rushgrove      | Wielka Brytania | 12,37    |       |
| 7    | Xu Ran             | Chiny           | 12,74    |       |
| 8    | Marcin Mielczarek  | Polska          | 12,80    |       |